# Setophaga
Setophaga és un gènere d'ocells de la família dels parúlids (Parulidae). La majoria de les espècies reconegudes actualment dins aquest gènere, eren tradicionalment ubicades al gènere Dendroica (Gray, 1842), que així desapareix de la classificació de l'IOC (versió 3.1, 2012).

## Taxonomia
Segons la Classificació del Congrés Ornitològic Internacional (versió 15.1, 2025) aquest gènere està format per 37 espècies:
- Bosquerola plúmbia (Setophaga plumbea Lawrence, 1877)
- Bosquerola d'Angela (Setophaga angelae Kepler & Parkes, 1972)
- Bosquerola de Jamaica (Setophaga pharetra Gosse, 1847)
- Bosquerola encaputxada (Setophaga citrina Boddaert, 1783)
- Bosquerola cua-roja (Setophaga ruticilla Linnaeus, 1758)
- Bosquerola de Kirtland (Setophaga kirtlandii Baird, SF, 1852)
- Bosquerola tigrada (Setophaga tigrina Gmelin, JF, 1789)
- Bosquerola cerúlia (Setophaga cerulea Wilson, A, 1810)
- Bosquerola pitgroga (Setophaga americana Linnaeus, 1758)
- Bosquerola tropical (Setophaga pitiayumi Vieillot, 1817)
- Bosquerola de capell cendròs (Setophaga magnolia Wilson, A, 1811)
- Bosquerola castanya (Setophaga castanea Wilson, A, 1810)
- Bosquerola de gorja taronja (Setophaga fusca Müller, PLS, 1776)
- Bosquerola groga septentrional (Setophaga aestiva Gmelin, JF, 1789)
- Bosquerola groga meridional (Setophaga petechia Linnaeus, 1766)
- Bosquerola de flancs castanys (Setophaga pensylvanica Linnaeus, 1766)
- Bosquerola estriada (Setophaga striata Forster, JR, 1772)
- Bosquerola blava (Setophaga caerulescens Gmelin, JF, 1789)
- Bosquerola de les palmeres (Setophaga palmarum Gmelin, JF, 1789)
- Bosquerola de front verdós (Setophaga pityophila Gundlach, 1855)
- Bosquerola dels pins (Setophaga pinus Linnaeus, 1766)
- Bosquerola coronada (Setophaga coronata Linnaeus, 1766)
- Bosquerola d'Audubon (Setophaga auduboni Townsend, JK, 1837)
- Bosquerola de Goldman (Setophaga goldmani Nelson, 1897)
- Bosquerola gorjagroga (Setophaga dominica Linnaeus, 1766)
- Bosquerola de les Bahames (Setophaga flavescens Todd, 1909)
- Bosquerola de les Caiman (Setophaga vitellina Cory, 1886)
- Bosquerola de praderia (Setophaga discolor Vieillot, 1809)
- Bosquerola de Puerto Rico (Setophaga adelaidae Baird, SF, 1865)
- Bosquerola de Barbuda (Setophaga subita Riley, 1904)
- Bosquerola de Saint Lucia (Setophaga delicata Ridgway, 1883)
- Bosquerola de Grace (Setophaga graciae Baird, SF, 1865)
- Bosquerola arlequinada (Setophaga nigrescens Townsend, JK, 1837)
- Bosquerola de Townsend (Setophaga townsendi Townsend, JK, 1837)
- Bosquerola capgroga (Setophaga occidentalis Townsend, JK, 1837)
- Bosquerola caragroga (Setophaga chrysoparia Sclater, PL & Salvin, 1860)
- Bosquerola gorjanegra (Setophaga virens Gmelin, JF, 1789)